# Dendròmetre

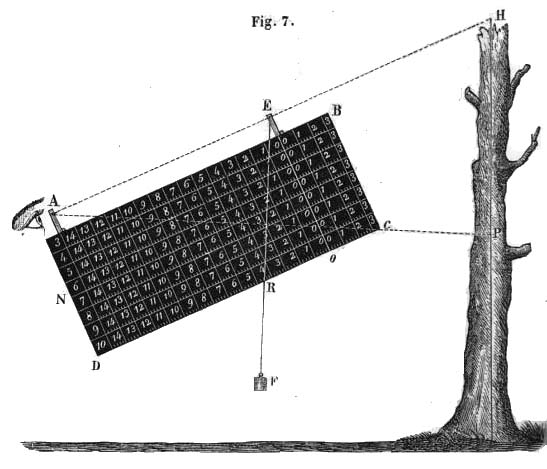
Dendròmetre

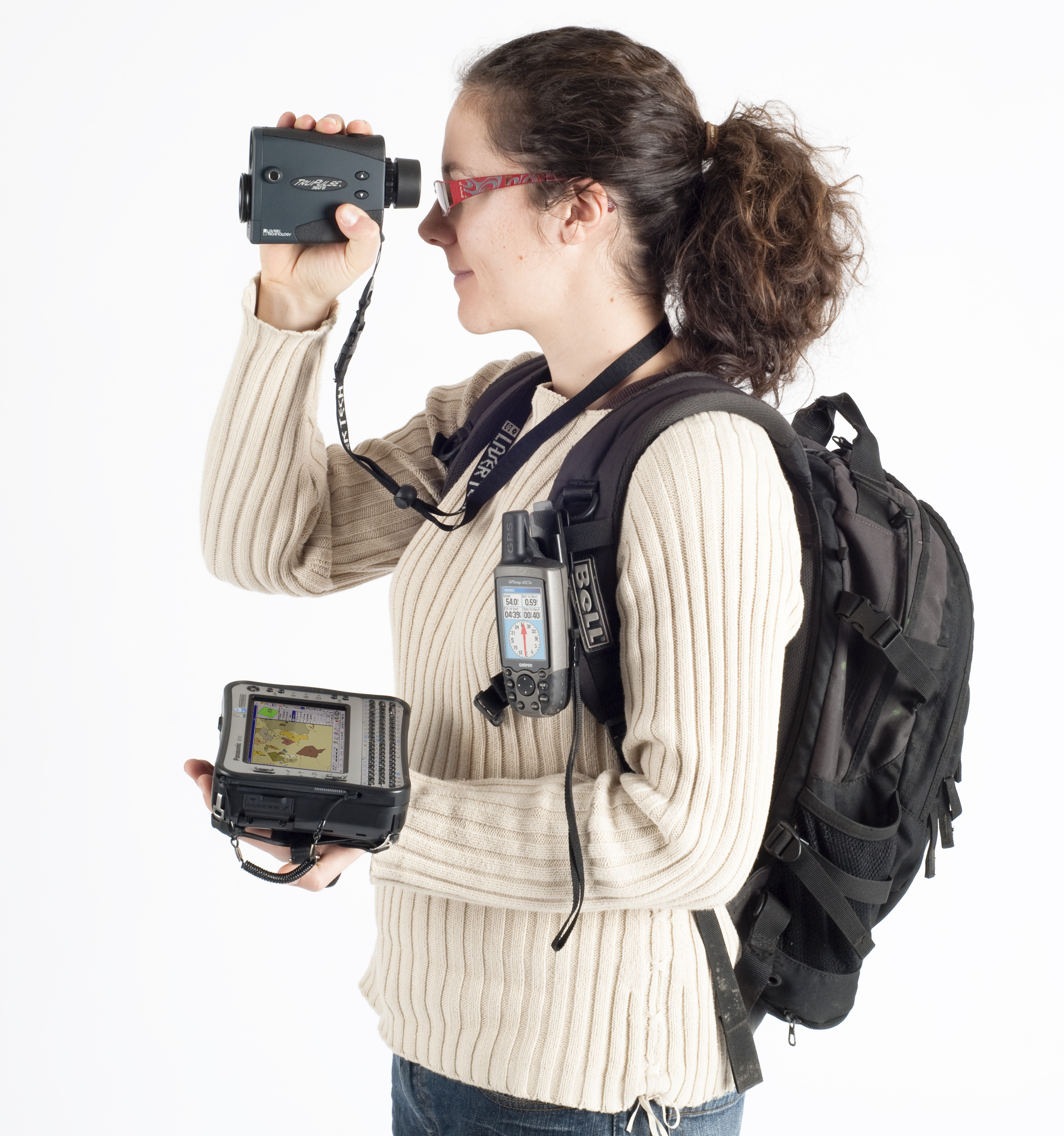
Dendròmetre TruPulse Dendro per determinar l'altura d'un arbre, de manera que els diàmetres d'alçada (perfil del tronc) i mesures relascòpiques.

El dendròmetre és un instrument de mesura, utilitzat en dendrometria que permet determinar l'altura d'un tronc.